# Wolfgang Schürrer
Wolfgang Schürrer (* 5. November 1946) ist ein oberösterreichischer Gastwirt und Politiker (ÖVP). Schürrer ist seit 1991 Abgeordneter zum Oberösterreichischen Landtag.

## Ausbildung und Beruf
Wolfgang Schürrer besuchte die Volksschule in Spital am Pyhrn und die Hauptschule in Windischgarsten. Danach absolvierte Schürrer eine vierjährige Lehre für Fischereiwirtschaft an der Berufsschule für Fischereiwirtschaft in Scharfling, die er mit der Gesellenprüfung abschloss. Schürrer besuchte danach die zweijährige landwirtschaftliche Fachschule in Altmünster, wo er die Facharbeiterabschlussprüfung ablegte. Ferner absolvierte er die dreijährige HBLA für alpenländische Landwirtschaft in Raumberg (Steiermark).
Schürrer arbeitete zunächst von 1970 bis 1979 als Verwalter eines landwirtschaftlichen Gutes in Wels. Ab 1974 baute er den Betrieb des „Jugenderholungsheim Lindenhof“ in Spital am Pyhrn auf. Seit 1978 ist er als Gastwirt und Chef des Jugenderholungsheimes gemeinsam mit seiner Frau Katharina selbständig tätig. Der Betrieb verfügt über 200 Betten, eine Freizeithalle, Mountainbikes, Badeteich, Heimkino und Kletterwand.

## Politik
Wolfgang Schürrer war zwischen 1995 und 2003 Bürgermeister der Gemeinde Spital am Pyhrn. Von 1991 bis 2009 vertrat er die ÖVP im oberösterreichischen Landtag und war dort auch Tourismussprecher der ÖVP. Schürrer war Mitglied im Ausschuss für Finanzen, im Bauausschuss, im Ausschuss für Verkehrsangelegenheiten und Obmann im Ausschuss für EU-Angelegenheiten. Ab 1992 fungierte Schürrer auch als ÖVP-Bezirksparteiobmann des Bezirks Kirchdorf, ab 2003 war er Klubobmann-Stellvertreter im OÖ. Landtag.

## Privates
Wolfgang Schürrer ist verheiratet und hat zwei Söhne.